# Plewun
Plewun (bułg. Плевун) – wieś w południowej Bułgarii, w obwodzie Chaskowo, gminie Iwajłowgrad. Według danych Narodowego Instytutu Statystycznego, 31 grudnia 2011 roku wieś liczyła 135 mieszkańców.

## Położenie
Plewun położone jest w dolnej części grzbietu górskiego we Wschodnich Rodopach. Teren jest niskogórski, obfitujący w liczne strumienie i wąwozy. Znajduje się tu wiele małych zbiorników retencyjnych – największe z nich to Laska, Spukatina i Wyrbina.

## Historia
Dawniej nazywało się Pelewun; zamieszkiwana przez Greków – pozostały po nich groby.

## Zabytki
- twierdza Lutica
- trackie dolmeny

Ponadto w centrum wsi znajduje się cerkiew pw. św. św. Pantalejmona i Eleny oraz muzeum etnograficzne.